# Estación Olacapato
Olacapato es una estación ferroviaria ubicada en la localidad homónima, departamento de Los Andes, provincia de Salta, Argentina.
Se ubica en la región de la Puna. En 2019 fue declarada Monumento histórico nacional.

## Servicios
Se encuentra actualmente sin operaciones de pasajeros.
Sus vías corresponden al Ramal C14 del Ferrocarril General Belgrano por donde transitan formaciones de carga de la empresa estatal Trenes Argentinos Cargas.

## Toponimia
Su nombre en quechua significa lugar donde hay patos.